# Чехи (Лодзинське воєводство)
Чехи (пол. Czechy) — село в Польщі, у гміні Здунська Воля Здунськовольського повіту Лодзинського воєводства.
Населення — 1725 осіб (2011).
У 1975-1998 роках село належало до Серадзького воєводства.

## Демографія
Демографічна структура станом на 31 березня 2011 року:
|          | Загалом | Допрацездатний вік | Працездатний вік | Постпрацездатний вік |
| -------- | ------- | ------------------ | ---------------- | -------------------- |
| Чоловіки | 827     | 168                | 579              | 80                   |
| Жінки    | 898     | 199                | 519              | 180                  |
| Разом    | 1725    | 367                | 1098             | 260                  |